# Folke Schmidt
Folke Fredrik Schmidt, född 10 augusti 1909 i Linköping, död 22 augusti  1980 i Stockholm, var en svensk jurist och rättsvetenskapsman. Han var professor i civilrätt vid Lunds universitet.

## Biografi
Schmidt började, efter studentexamen i Uppsala 1927, att studera juridik vid Uppsala universitet fram till att han tog sin doktorsgrad 1938 på avhandlingen Om ägareförbehåll och avbetalningsköp. Han var därefter docent i civilrätt på universitetet 1938–1939. Därefter övergick han till Lunds universitet där han uppehöll olika tjänster och uppdrag fram till 1951, och från 1944 som ordinarie professor i civilrätt med internationell privaträtt. År 1951 tillträdde han en professur i civilrätt vid Stockholms högskola och med specialisering på arbetsrätt 1966–1976.
Såväl Schmidts arbetsrättsliga som hans övriga mångförgrenade rättsvetenskapliga verksamhet präglades av strävan efter förankring i sociala realiteter. Han hade vid sidan av sin akademiska karriär en lång rad uppdrag som offentlig utredare.
I Lund inledde Schmidt sin forskning på det område där han gjorde sina mest betydande rättsvetenskapliga insatser, arbetsrätten. Han bearbetade den kollektiva arbetsrätten med dess regler om organisationer, kollektivavtal och stridsåtgärder. Efter att ha givit ut en första framställning 1946, publicerade han 1950 boken Kollektiv arbetsrätt som genast upptogs som standardverk av både praktiker och teoretiker.
Förflyttningen till Stockholms högskola medförde att Schmidt kunde bygga upp ett kontaktnät med företrädare för arbetsmarknadens centralorganisationer till gagn för hans verksamhet inom arbetsrätten. På hans initiativ bildades 1954 Arbetsrättsliga föreningen som blev en mötesplats för rättsområdets teoretiker och praktiker, jurister och andra. I samarbete med en organisationsjurist, senare justitieministern Lennart Geijer, publicerade han 1958 boken Arbetsgivare och fackföreningsledare i domarsäte, som byggde på en omfattande domstolssociologisk undersökning av hur rättsbildningen skedde i Arbetsdomstolens praxis.
Sin verkligt stora insats för nordisk rätt på den internationella scenen gjorde Schmidt genom sitt arbete med årsboken Scandinavian studies in law. Han tog initiativet till projektet och var redaktör för tjugofyra årgångar, från 1957 fram till sin död. Folke Schmidt är begravd på Uppsala gamla kyrkogård.